# Нітрид магнію
Нітрид магнію, що має хімічну формулу Mg3N2, це неорганічна сполука магнію та азоту. При кімнатній температурі та атмосферному тиску це зеленувато-жовтий порошок.

## Хімія
Нітрид магнію реагує з водою утворюючи газоподібний амоніак, як і нітриди багатьох інших металів.
Mg3N2(тв) + 6 H2O(рід) → 3 Mg(OH)2(тв) + 2 NH3(газ)

## Отримання
Нітрид магнію можна отримати нагріваючи металічний магній в атмосфері чистого азоту.
{\displaystyle {\mathsf {3\ Mg+N_{2}\ {\xrightarrow {800^{o}C}}\ Mg_{3}N_{2}}}}
В дійсності, коли магній горить на повітрі, утворюється деяка кількість нітриду магнію додатково до основного продукту, оксиду магнію.
Також нітрид магнію можна получити нагрвіваючи магній в атмосфері амміаку.
{\displaystyle {\mathsf {3\ Mg+2\ NH_{3}\ {\xrightarrow {700^{o}C}}\ Mg_{3}N_{2}+3\ H_{2}}}}

## Використання
Нітрид магнію був каталізатором у першому практичному синтезі боразону (кубічної форми нітриду бору).
Р. Г. Венторф намагався отримати гексагональну форму нітриду бору у кубічну форм комбінуючи нагрівання, тиск та каталізатор. Він спробував усі логічні каталізатори (наприклад, такі, що каталізують створення діаманту), але безуспішно.
Від відчаю і цікавості (він назвав це підходом «зробити максимальне число помилок»), він додав магнієвого дроту до гексагонального нітриду бору і піддав його тиску та нагріву. Коли він роздивився дріт під мікроскопом, він знайшов приліплені до нього маленькі темні виступи. Ці виступи могли залишати подряпини на відполірованому блоці карбіду бору, що міг зробити тільки діамант.
По запаху амміаку, який спричинила реакція нітриду магнію з вологістю у повітрі, він дійшов висновку що металічний магній прореагував з нітридом бору утворивши нітрид магнію, що був справжнім каталізатором.
Коли Вільям Рамзай ізолював аргон, він пропустив сухе повітря над міддю, щоб видалити кисень і над магнієм, щоб видалити нітроген, таким чином, одержуючи нітрид магнію.